# EToro
eToro es empresa multinacional israelí de social trading e inversión en activos múltiples, centrada en proporcionar servicios financieros y de copy trading. Su sede central se encuentra en el Distrito Central de Israel y tiene oficinas registradas en Chipre, Reino Unido, Estados Unidos, Australia, Alemania y EAU. En septiembre de 2024, eToro tenía 38 millones de usuarios registrados y más de 3,5 millones de cuentas financiadas. A principios de 2025, la empresa solicitó cotizar en el Nasdaq y salió a bolsa el 14 de mayo. En 2025, el valor de la empresa era de 5.500 millones de dólares.

## Historia
eToro fue fundado como RetailFX en 2007 en Tel Aviv, por los hermanos Yoni Assia y Ronen Assia junto con David Ring.
En 2010, eToro puso a disposición del público su plataforma de inversión social eToro OpenBook, junto con su característica de "CopyTrading". La plataforma eToro permite a los inversionistas ver, seguir y copiar a los mejores traders de la red automáticamente. Más tarde ese año, eToro lanzó su primera aplicación Android para que los inversores pudieran comprar y vender acciones a través de dispositivos móviles.
Entre 2007 y 2013, la compañía alcanzó 31,5 millones de dólares en cuatro rondas de financiamiento. En diciembre de 2014, eToro alcanzó 27 millones de dólares de inversionistas chinos y rusos. En 2018, con el apoyo de ELITE Club Deal, eToro obtuvo 100 millones de dólares de financiamiento adicional. En general, empresas de inversión han invertido más de 162 millones de dólares en eToro.
En 2020, la empresa adquirió Marq Millions, la división británica de e-money, que pasó a llamarse eToro Money. La empresa también obtuvo una suscripción principal de Visa y una licencia de institución de dinero electrónico (EMI, por sus siglas en inglés) de la Financial Conduct Authority. En diciembre de 2021, la empresa creó la tarjeta de débito eToro Money para residentes en el Reino Unido, que incluye la emisión de una tarjeta de débito VISA a los usuarios.
En marzo de 2021, eToro anunció que planea convertirse en una empresa pública a través de una fusión SPAC de 10,400 millones de dólares. En diciembre de 2021, eToro rectificó su acuerdo con FinTech Acquisition Corp. V para ampliar la fecha de finalización del acuerdo de fusión al 30 de junio de 2022. Su valoración SPAC se ha reducido de 10,400 millones de dólares a 8,800 millones de dólares debido a cambios en el mercado y a los retos SPAC. Sin embargo, debido a la inestabilidad del mercado y a problemas internos dentro de la SPAC, incluyendo «debilidades materiales» en sus controles financieros, el acuerdo se canceló a mediados de 2022.
En septiembre de 2024, eToro adquirió la aplicación australiana Spaceship por unos 55 millones de dólares. También eToro anunció una asociación con Deutsche Börse para las acciones alemanas que cotizan en la Bolsa de Fráncfort. En octubre de 2024, la empresa anunció una asociación con ARK Invest para lanzar una cartera de ETF centrada en la tecnología. En noviembre de 2024, la empresa obtuvo una licencia para operar en Nueva York.

## Operaciones
La oficina principal de investigación y desarrollo está ubicada en Tel Aviv, Israel. Además de las entidades legales registradas en el Reino Unido, Estados Unidos, Chipre, China, Alemania y EAU. eToro está presente en Australia a través de una asociación con IC Markets.
En 2013, eToro introdujo la capacidad de invertir en contratos por diferencia en acciones, con una oferta inicial de 110 acciones. Ese mismo año, eToro fue autorizado para ofrecer sus servicios en el Reino Unido por la autoridad regulatoria Financial Conduct Authority (FCA), bajo su subsidiaria eToro UK. En enero de 2014, eToro agregó el contrato por diferencia (CFD) de la criptomoneda Bitcoin a sus instrumentos financieros. En abril de 2014, eToro agregó 130 acciones británicas y alemanas que hacían parte de los índices bursátiles FTSE 100 y DAX 30 a la selección de acciones de la compañía. eToro ofrece CFD a metales preciosos, materias primas y energías, incluso el petróleo crudo de la marca WTI, Brent y gas natural. Los índices bursátiles cubiertos por CFD de eToro, incluyen S&P 500, NSDQ 100, S&P 200 de Australia. eToro es regulado por la CySEC en Unión Europea, está autorizado por la FCA del Reino Unido, por FINCEN en los Estados Unidos y por el ASIC en Australia.
En 2020, la empresa fue valorada a 2.500 millones de dólares. En el mismo año, la plataforma comercial tenía 13 millones de cuentas registradas.
En 2023, la empresa recibió la aprobación de la Autoridad Reguladora de Servicios Financieros (FSRA) de ADGM para lanzarse en los EAU y añadió la oferta de ISA.
En 2024, eToro reportó operar en 75 países, tenía 38 millones de usuarios y 3,5 millones de cuentas de financiación.

## Países hispanoparlantes donde eToro acepta clientes
Debido a las diferentes regulaciones a las cuales está sometido eToro, en algunos territorios y países no permite abrir cuentas. eToro abre cuentas a traders con residencia fiscal en: Argentina, Bolivia, Chile, Colombia, Costa Rica, Ecuador, España, México, Perú, República Dominicana y Uruguay. En el resto de los países, el broker no abre cuentas.

## Patrocinio
En junio de 2015, eToro anunció un acuerdo de patrocinio de 3 años con el equipo de fútbol West Ham United de la Liga Premier inglesa.